# IHeartRadio
iHeartRadio es una radio por Internet propiedad de iHeartMedia. Fundada en abril de 2008 como un sitio web llamado www.iheartmusic.com, iHeartRadio llegó a funcionar tanto como sistema de recomendación musical como radioemisora. Reúne contenido de audio de más de ochocientas estaciones locales que iHeartMedia posee en los Estados Unidos y también de otras emisoras y medios de comunicación. iHeartRadio está disponible en línea, a través de dispositivos móviles y algunas consolas de videojuego.

## Historia
iHeartRadio es propiedad de iHeartMedia, que se renombró de Clear Channel en 2014. Antes de 2008, los diversos productos de audio de Clear Channel Communications estaban descentralizados.  Las estaciones individuales transmitieron desde sus propios sitios (o, en muchos casos, no lo hicieron debido a problemas voluminosos de  distribución y problemas de autorización de publicidad local), y el sitio web de Format Lab proporcionó feeds de entre 40 y 80 redes que se utilizaron principalmente  en los subcanales HD Radio de Clear Channel, muchos de los cuales pasaron a iHeartRadio sin cambios. [cita requerida] En abril de 2008, Clear Channel lanzó el sitio web iHeartMusic, con noticias de entretenimiento, noticias nacionales y contenido musical  incluidos álbumes, sencillos a pedido, videos musicales y acceso a más de 750 estaciones de radio Clear Channel en línea.
El 7 de octubre de 2008, Clear Channel Radio lanzó la primera versión de iHeartRadio para  Apple iPhone y iPod Touch a través de Tienda de aplicaciones.  En esta primera versión se incluyeron doce estaciones de radio en 8 mercados. En 2009, iHeartRadio se puso a disposición de los dispositivos BlackBerry y Android sistema de clasificación y luego Sonos en 2010. Septiembre de 2011 marcó el lanzamiento oficial del servicio iHeartRadio todo en uno gratuito con miles de estaciones de radio en vivo y estaciones de artistas personalizadas. El lanzamiento coincidió con el iHeartRadio Music Festival inaugural, un evento de dos días organizado por Ryan Seacrest en el MGM Grand en Las Vegas.
La aplicación se expandió a la Xbox 360 y webOS. El 20 de abril de 2012, iHeartRadio se lanzó en el iPad. El 8 de junio de 2012, iHeartRadio concluyó un trato  para alimentar Yahoo!  Music de Radio, anteriormente con tecnología de CBS Radio.
A mediados de octubre de 2012, iHeartRadio lanzó noticias de audio en línea, clima y flujos de tráfico para Tampa, Chicago,  Dallas / Fort Worth, Los Ángeles, San Diego, Ciudad de Nueva York y otras 15 ciudades metropolitanas, denominadas "Noticias 24/7". El 1 de marzo de 2013, iHeartRadio se agregó al receptor de medios digitales Roku. A partir de  la aplicación está disponible en más de 250 dispositivos y plataformas.
En julio de 2013, iHeartRadio comenzó a agregar estaciones de fuera de los Estados Unidos como CHUM-FM y CFBT-FM en Canadá y Virgin Radio Dubái en los Emiratos Árabes Unidos. El 14 de julio de 2013, iHeartRadio se lanzó en Nueva Zelanda y Australia.
El 24 de julio de 2013, iHeartRadio lanzó una nueva función de radio hablada: iHeartRadio Talk.  Presentaba programación original a pedido de celebridades como Ryan Seacrest y permitía a los usuarios subir su propio contenido a través de Spreaker. En 2014, la función iHeartRadio Talk se cambió el nombre a "Shows & Personalities" y en 2016 la función se conoció simplemente como "Podcast s".
El 10 de noviembre de 2015, iHeartRadio lanzó una aplicación derivada conocida como iHeartRadio Family, una experiencia seleccionada dirigida a los niños. Cuenta con una interfaz simplificada y una selección de estaciones apropiadas para la edad (como Radio Disney y estaciones seleccionadas por artistas y personalidades populares entre el grupo demográfico). Build-A-Bear Workshop sirvió como patrocinador del lanzamiento de la aplicación, que incluyó la adición de un canal "Build-a-Bear Workshop Radio" en la aplicación.
Durante el iHeartRadio Music Festival 2016, iHeartMedia anunció una suscripción basada en los servicios de demanda "iHeartRadio Plus" e "iHeartRadio all Access con tecnología de Napster". El 1 de diciembre de 2016,  iHeartMedia lanzó los servicios en versión beta en iOS y Android para los usuarios estadounidenses.
iHeartRadio se lanzó en Canadá el 7 de octubre de 2016 en asociación con Bell Media.
En 2017, iHeartRadio expandió Plus y All Access a otras plataformas, incluido el escritorio, en enero de 2017 en el Consumer Electronics Show (CES).
En septiembre de 2018, iHeartMedia anunció que adquiriría Stuff Media, LLC, el editor con fines de lucro líder en EE. UU. de contenido de podcast de entretenimiento e informativo, que incluía la división de negocios de podcasting HowStuffWorks, así como su lista de contenido de podcast prémium por $ 55 millones.  Esta adquisición permitió a iHeartMedia aprovechar el contenido original, la programación y el experimentado equipo de gestión de podcasting de Stuff Media para expandir aún más su plataforma de podcasting, aumentando su posición como el editor de podcasts comercial número uno a nivel mundial (Podtrac de la industria, 2019) y casi duplicando sus métricas de uso.
Hoy en día, como el editor de podcasts líder en los EE. UU., IHeartRadio lleva más de 250.000 podcasts, desde sus propios podcasts hasta otros editores de podcasts importantes, y la red iHeartPodcast presenta más de 750 programas originales de iHeartRadio, incluidos "The Ron Burgundy Podcast", "Stuff You Should  Know "," Disgraceland "y" Life Will Be the Death of Me "de Chelsea Handler.